# Six juillet
Pour plus de détails, voir Fiche technique et Distribution.
Six juillet (Шестое июля, Chestoïe iyoulia) est un film soviétique réalisé par Iouli Karassik, sorti en 1968,. Le film est basé sur la pièce du même nom de Mikhaïl Chatrov qui signe également le scénario.

## Synopsis
Le 4 juillet 1918, dans un contexte de guerre civile et de disette, le Cinquième Congrès Pan-russe des Soviets s'ouvre à Moscou. Dans l'assemblée, une faction de Mencheviks dissidents s'efforce de mettre en minorité les Bolcheviks. À la demande des socialistes révolutionnaires, la parole est donnée à un obscur député paysan ukrainien, Alexandrov, qui se lance dans une diatribe enflammée contre le traité de Brest-Litovsk ; mais Lénine prend la parole : il recommande de ne pas rouvrir les hostilités avec l'Empire allemand, et le congrès adopte la motion des Bolcheviks approuvant l’action du Conseil des Commissaires du peuple.
Le 6 juillet, le Comité Central du Parti socialiste-révolutionnaire de gauche se réunit en commission extraordinaire. N'ayant pu faire aboutir leur point de vue l'avant-veille, ces députés se décident à une initiative désespérée : l'exécution de l'ambassadeur allemand Wilhelm von Mirbach.
L'assassinat de l'ambassadeur a marqué le début d'un soulèvement. Les bâtiments des services municipaux les plus importants tombent un à un aux mains des révolutionnaires. Dzerjinski et Latsis ont été arrêtés. Un message est reçu de Yaroslavl concernant une rébellion dirigée par le socialiste révolutionnaire Boris Savinkov.
Le soir, utilisant leurs dernières réserves, les bolcheviks envoient des délégués aux collectifs de travailleurs pour une agitation de masse et l'organisation de la défense de la ville. Ils décident de contrer le soulèvement, non pas avec des volontaires, mais avec une force militaire organisée.
À l'aube, des unités de fusiliers lettons entrent dans la ville. Danichevsky, envoyé pour des négociations, a mené sa mission à bien. Après plusieurs heures de combats acharnés, le soulèvement des socialistes révolutionnaires de gauche est écrasé.
Le 9 juillet 1918, le cinquième Congrès panrusse des soviets des ouvriers, paysans, soldats de l'Armée rouge et députés cosaques a poursuivi ses travaux, désormais sous la domination d'un parti unique bolchevique.

## Fiche technique
- Titre : Six juillet
- Réalisation : Iouli Karassik
- Scénario : Mikhaïl Chatrov
- Photographie : Mikhaïl Souslov
- Musique : Alfred Schnitke
- Décors : Boris Blank
- Montage : Maria Kareva
- Format : noir et blanc - Mono
- Production : Mosfilm
- Pays : URSS
- Genre : drame
- Durée : 112 minutes
- Sortie : 1968

## Distribution
- Youri Kaïourov : Vladimir Ilitch Lénine
- Vladimir Tatossov : Iakov Sverdlov
- Vassili Lanovoï : Félix Dzerjinski
- Boris Ryjoukhine : Gueorgui Tchitcherine
- Gueorgui Koulikov : Vladimir Bontch-Brouïevitch
- Vladimir Samoïlov : Nikolaï Podvoïski
- Alla Demidova : Maria Spiridonova
- Ivan Soloviov : Andreï Kolegaïev
- Armen Djigarkhanian : Proch Prochian
- Nina Veselsovskaïa: Inessa Armand
- Nikolaï Volkov : comte Wilhelm von Mirbach
- Viatcheslav Chalevitch : Iakov Bloumkine
- Vladimir Gorelov : Nikolaï Gorbounov
- Roman Khomiatov : Mikhaïl Frounze
- Harijs Liepiņš : Jukums Vācietis
- Léonide Markov : Alexander Tsiurupa
- Iouri Nazarov : Viatcheslav Aleksandrovitch, adjoint de Dzerjinski
- Uldis Pūcītis : Mārtiņš Lācis
- Alexandre Schirwindt : Lev Karakhan
- Boris Khimitchev : télégraphiste